# یانگ دونگ گون
یانگ دونگ گون (کره‌ای: 양동근؛ زادهٔ ۱ ژوئن ۱۹۷۹) یا وای‌دی‌جی (انگلیسی: YDG) بازیگر، رپر، خواننده-ترانه‌سرا، تهیه‌کننده موسیقی و بریک دنسر اهل کره جنوبی است.

## فیلم‌شناسی

### فیلم
| سال  | عنوان                                     | نقش                               |
| ---- | ----------------------------------------- | --------------------------------- |
| ۱۹۹۱ | سوپر هونگ گیل دونگ ۵ – 부채 도사와 홍길동 | دول-یی                            |
| ۱۹۹۲ | 해룡이와 달자의 추억의 책가방             |                                   |
| ۱۹۹۸ | زانگ (بهترین)                             | یانگ جونگ گو                      |
| ۱۹۹۹ | ولنتاین سفید                              | هان‌سوک                            |
| ۱۹۹۹ | رقص رقص                                   | سون‌دو                             |
| ۲۰۰۰ | ساحل خونین                                | جه‌سونگ                            |
| ۲۰۰۱ | آدرس نامعلوم                              | چانگ‌گوک                           |
| ۲۰۰۲ | روی دیسکوی من شرط ببند                    | وانگ سو ک گی                      |
| ۲۰۰۳ | وایلد کارد                                | بانگ جه سو                        |
| ۲۰۰۴ | آخرین گرگ                                 | چوی چول کوان                      |
| ۲۰۰۴ | مبارزی در باد                             | چوی به دال                        |
| ۲۰۰۶ | مونوپولی                                  | نا کیونگ هو                       |
| ۲۰۱۰ | جایزه بزرگ                                | لی وو سوک                         |
| ۲۰۱۱ | پرفکت گیم                                 | سون دونگ یول                      |
| ۲۰۱۲ | عشق ۹۱۱                                   | کاراگاه بانگ جه سو (حضور افتخاری) |
| ۲۰۱۳ | روزهای خشم                                | چانگ-شیک                          |
| ۲۰۱۳ | بازی خشن                                  | کانگ بین (حضور افتخاری)           |
| ۲۰۱۳ | بلک گاسپل (مستند)                         | خودش                              |
| ۲۰۲۰ | شب مرده                                   | دکتر جانگ                         |
| ۲۰۲۲ | یاکشا                                     | رئیس هونگ                         |
| ن/م  | Starlight Falls                           | [ ۵ ]                             |

## تئاتر
| سال       | عنوان          | نقش          |
| --------- | -------------- | ------------ |
| ۲۰۰۵      | توهین به مخاطب |              |
| ۲۰۰۸      | ماین (마인)    | کانگ بونگ ته |
| ۲۰۱۵–۲۰۱۷ | در ارتفاعات    | اوسناوی      |